# Sant’Ambrogio di Torino
Sant’Ambrogio di Torino – miejscowość i gmina we Włoszech, w regionie Piemont, w prowincji Turyn.
Według danych na rok 2020 gminę zamieszkiwały 4700 osoby, 534,2 os./km².

## Galeria zdjęć

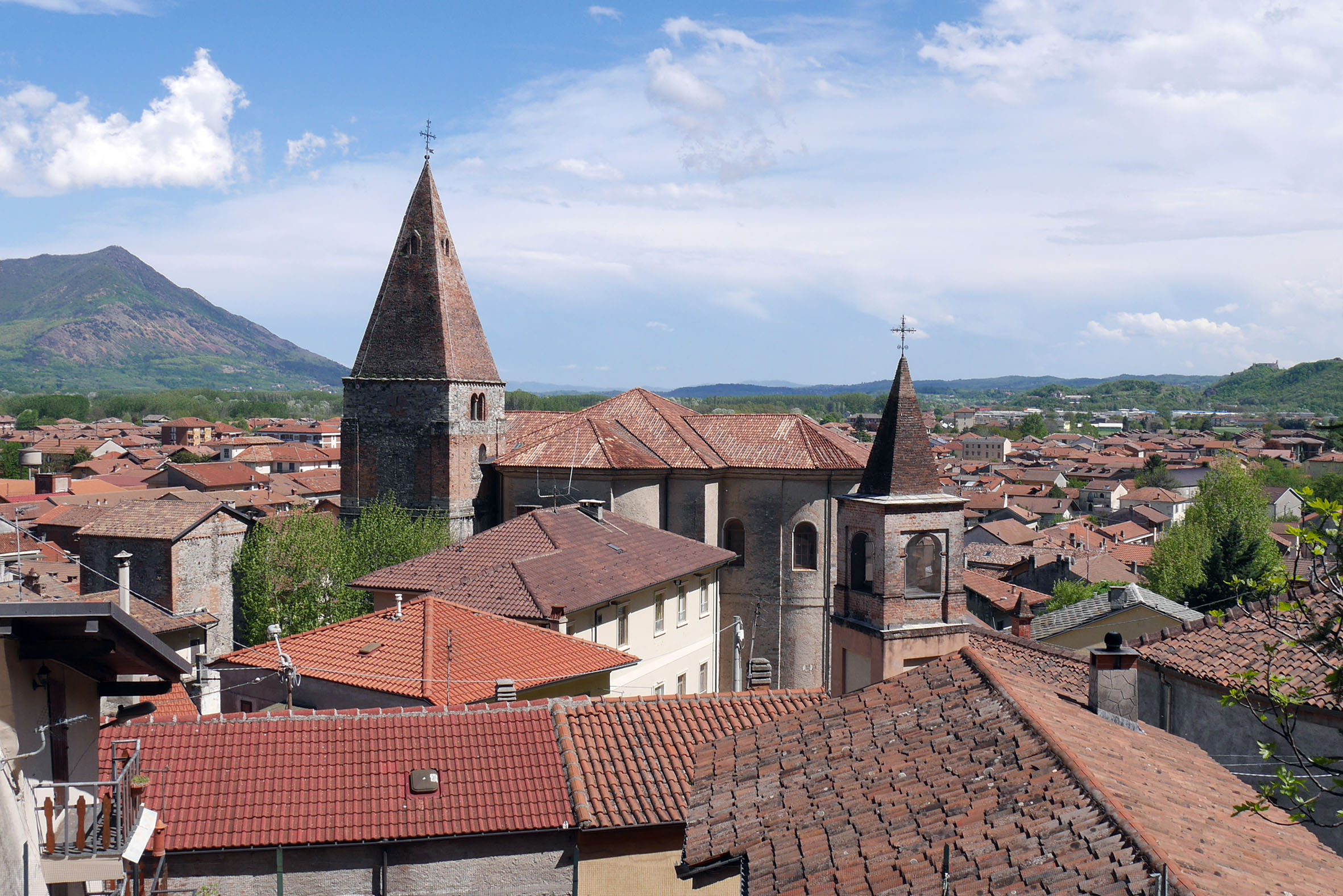
Panorama Sant'Ambrogio di Torino
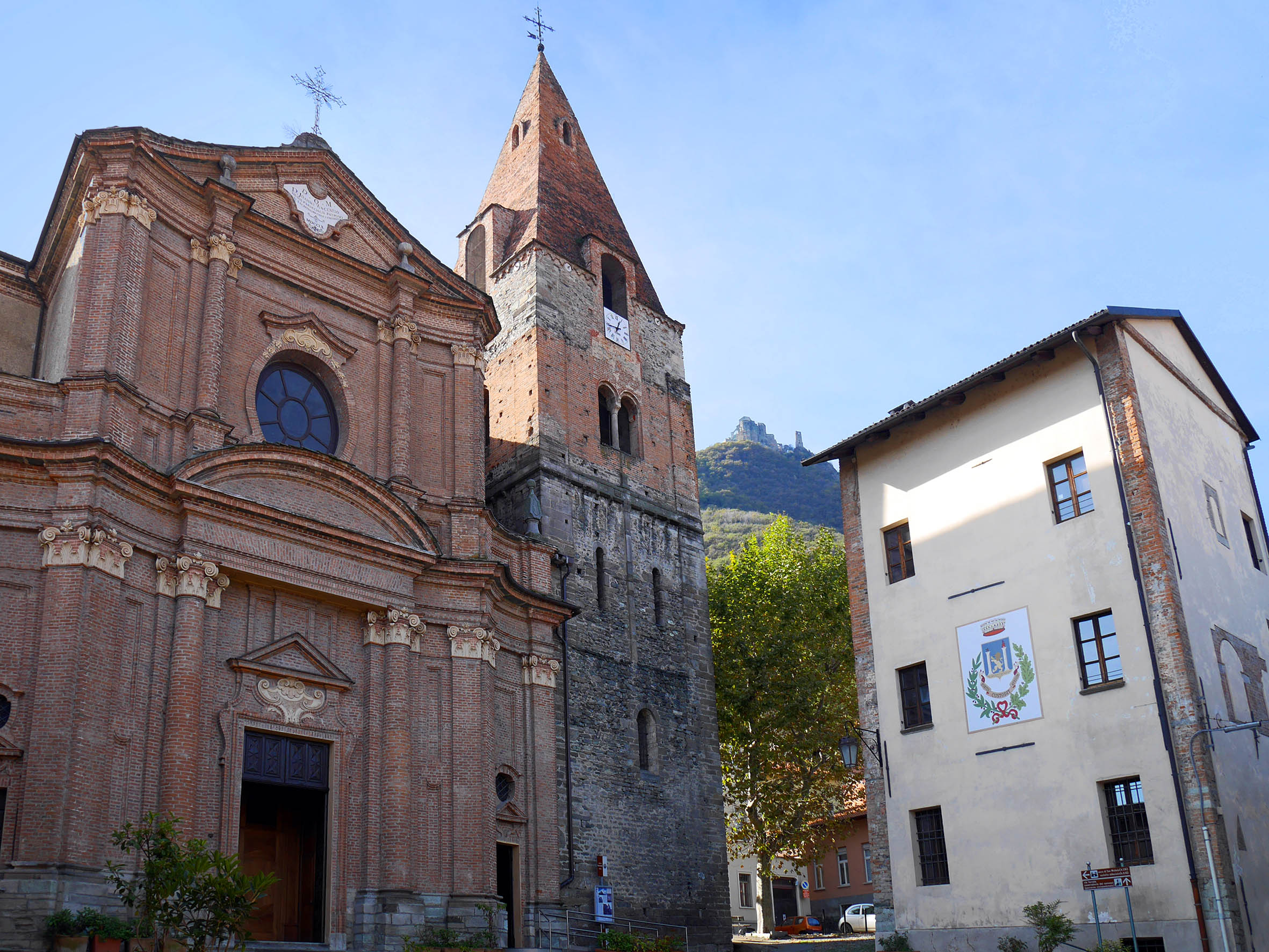
Kościół San Giovanni Vincenzo in Sant'Ambrogio di Torino
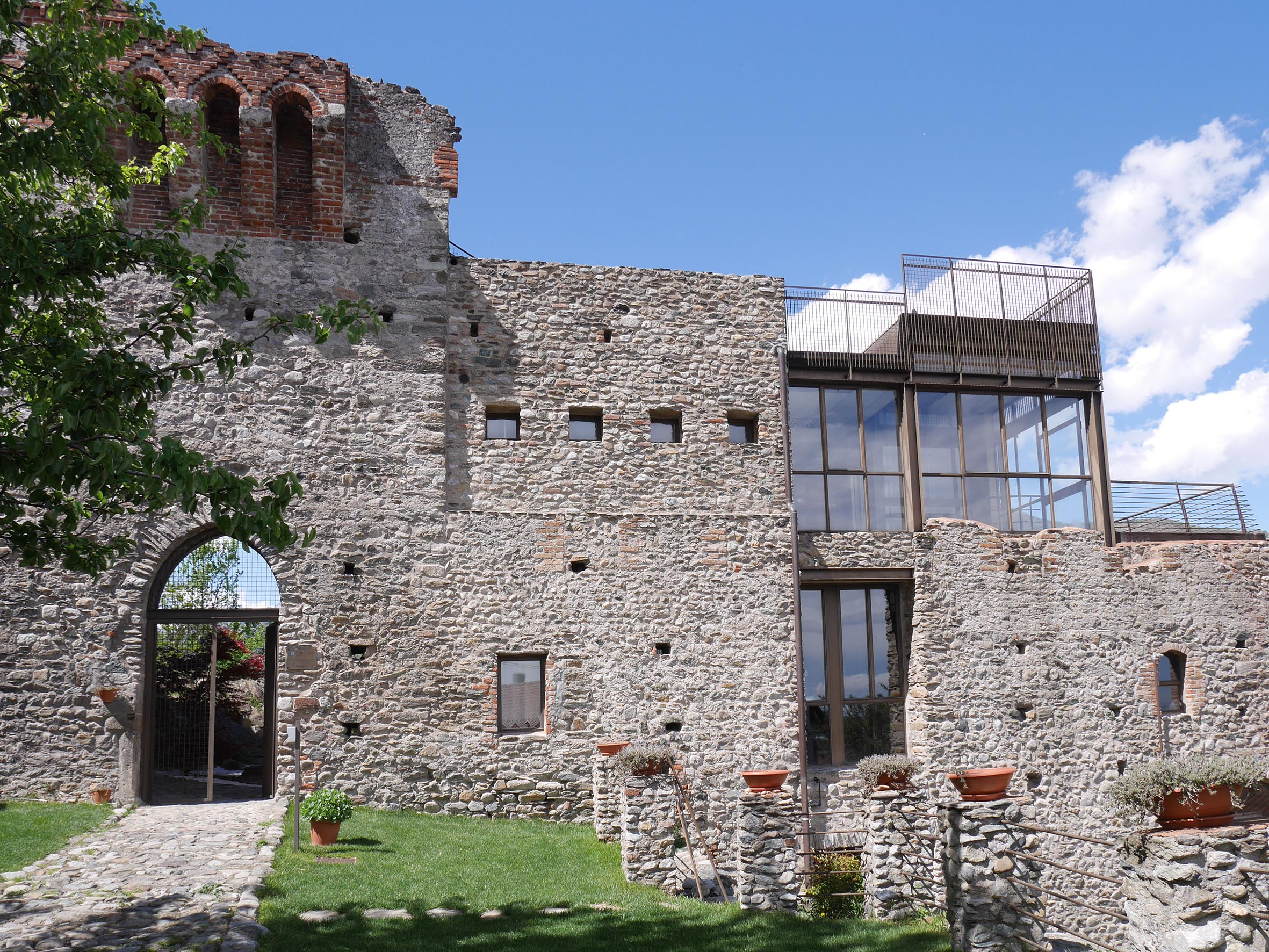
Zamek opacki w Sant'Ambrogio di Torino
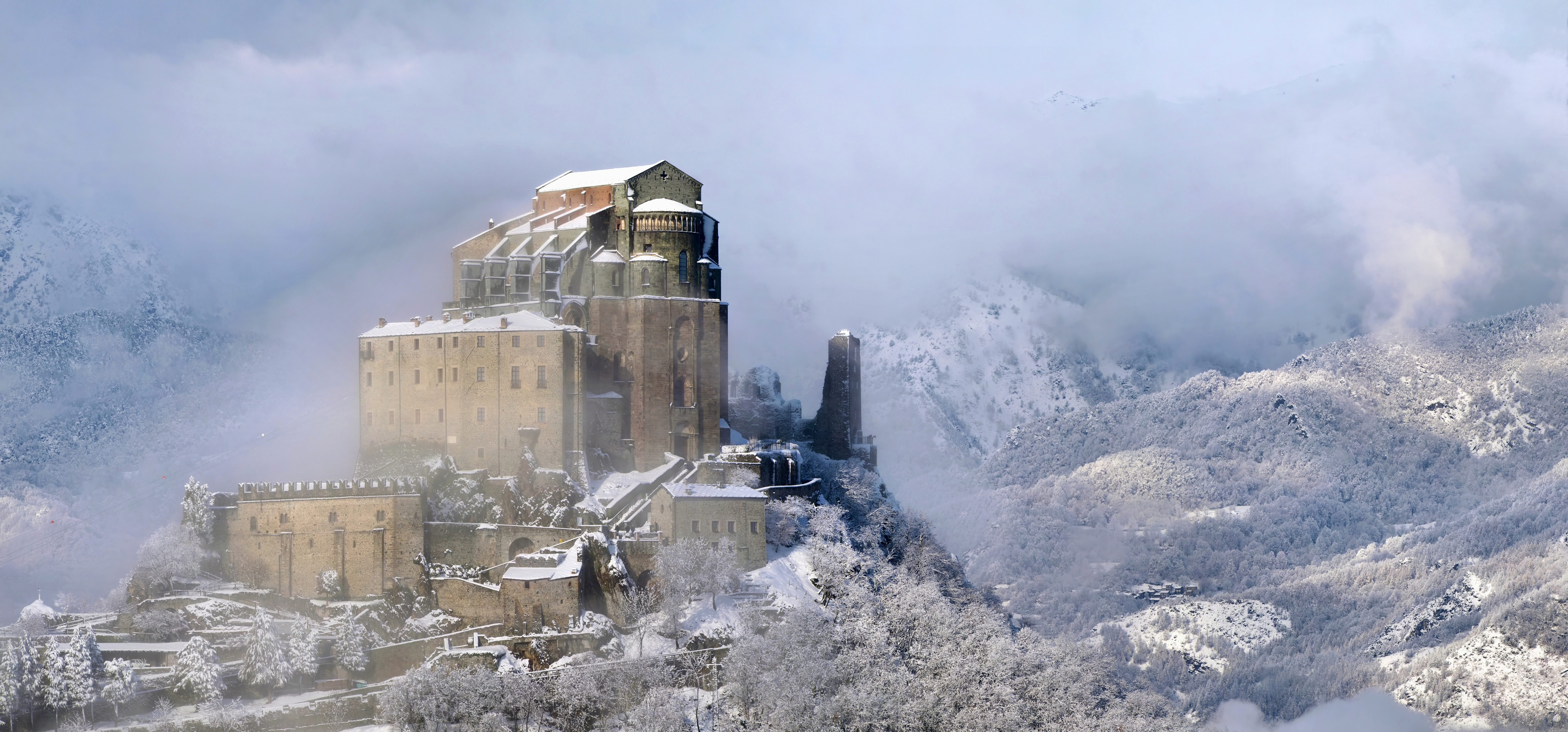
Starożytne opactwo Sacra di San Michele na terytorium Sant'Ambrogio di Torino